# American Commercial Barge Line

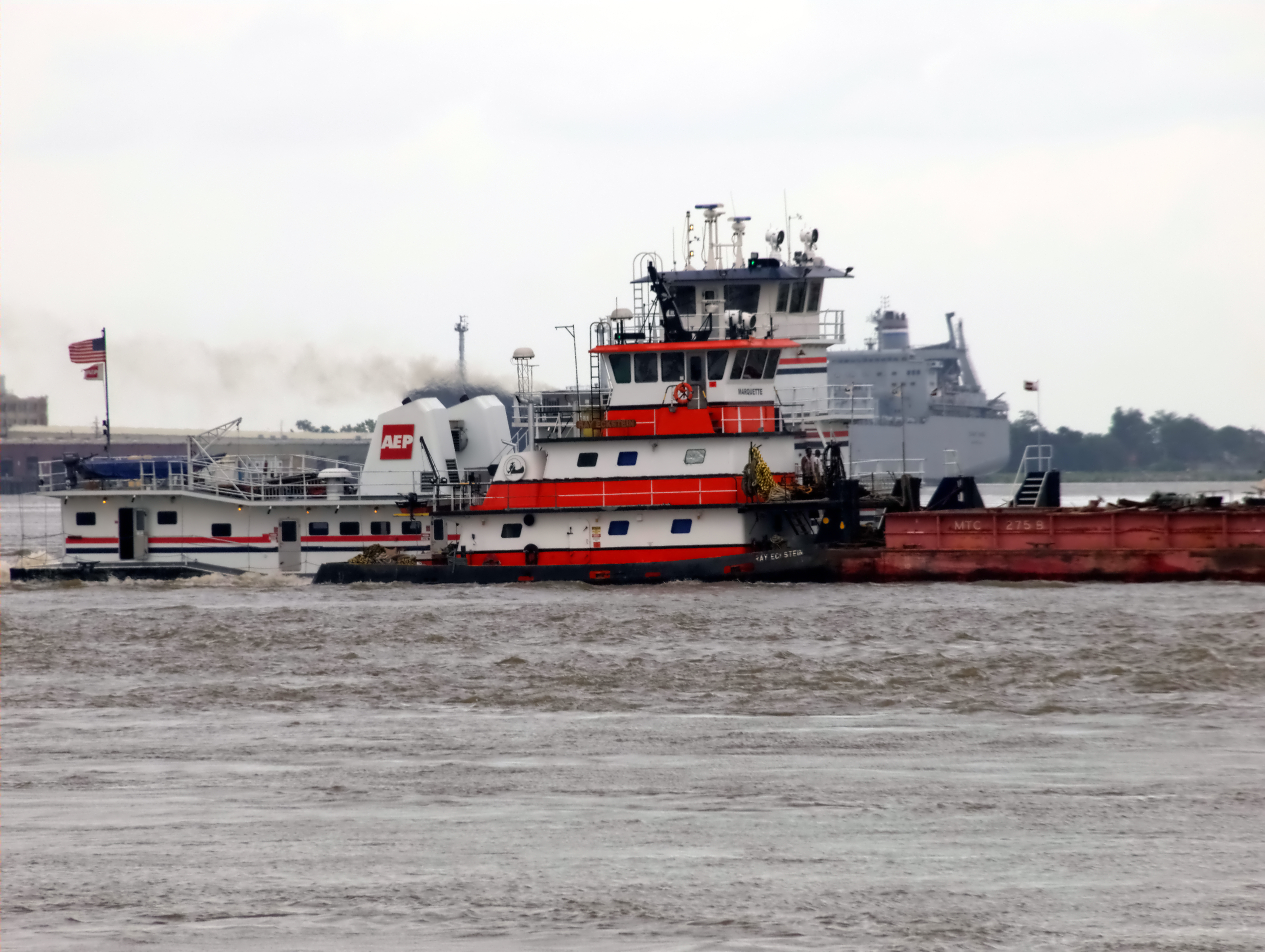
Schubboot von AEP

Die American Commercial Barge Line (ACBL) ist eine amerikanische Reederei im Besitz von Platinum Equity. 2015 übernahm sie die AEP River Operations von American Electric Power, die im Vorjahr einen Umsatz von 700 Mio. US-Dollar erwirtschafteten.
ACBL besitzt 4.200 Schuten und knapp 150 Schubboote.